# Famitsū
Famitsū (ファミ通? lett. "La strada del Fami"), anche abbreviato in Fami (ファミ?), è una rivista giapponese di videogiochi pubblicata da Enterbrain. Il primo numero venne pubblicato nel 1986, ed attualmente Shūkan Famitsū esce ogni venerdì con una tiratura di 800 000 copie.
Attualmente esistono cinque edizioni di Famitsū: Shūkan Famitsū (週刊ファミ通? lett. "Famitsū settimanale"), Famitsū PS (ファミ通PS?), Famitsū Xbox (ファミ通Xbox?), Famitsū Wii+DS (ファミ通Wii+DS?) e Famitsū Wave DVD (ファミ通Wave DVD?).

## La rivista
Shukan Famitsū è la testata videoludica più importante e rispettata in Giappone, e contiene soprattutto recensioni e notizie dal mondo dei videogiochi.
La rivista fu originariamente intitolata Family Computer tsūshin (ファミリーコンピュータ通信? lett. "Notizie del Family Computer"), dove Family Computer è il nome giapponese della console a 8-bit della Nintendo conosciuta in Europa come Nintendo Entertainment System o NES, al tempo straordinariamente popolare in Giappone; per semplicità, il titolo divenne Famitsū prima fra gli appassionati e poi anche in via ufficiale.

### Le altre edizioni
Famitsū PS esce ogni due settimane il venerdì, con una tiratura di 300 000 copie ed è stato il primo spin-off della rivista madre; cominciò ad essere pubblicato all'uscita della PlayStation con il titolo PlayStation tsūshin, ma più tardi cambiò il suo nome in Famitsū PS, poi Famitsū PS2 ed infine nuovamente Famitsū PS. Famitsū Xbox esce il 30 di ogni mese con una tiratura di 150 000 copie e Famitsū Wii+DS il 14 di ogni mese con una tiratura di 200 000 copie.
Famitsū Wave DVD è pubblicato mensilmente, ed in ogni numero ha in allegato un DVD con alcuni video ed altri contenuti sui giochi del momento; il DVD è in formato NTSC (Regione 2). La rivista era originariamente chiamata GameWave DVD.

## I voti
Ogni numero di Famitsū presenta servizi sulle ultime uscite nel mercato videoludico, interviste agli autori, editoriali e svariate rubriche fisse, ma la parte per cui la rivista è diventata famosa nel mondo è la rubrica di recensioni Shinsaku Game Cross Review (新作ゲームクロスレビュー?).
Tutti i nuovi videogiochi usciti in Giappone durante la settimana su qualunque piattaforma vengono provati da un gruppo di quattro giornalisti della redazione, diversi da settimana a settimana, ciascuno dei quali attribuisce al prodotto una breve opinione e un punteggio in decimi da 1 a 10, i voti dei quattro recensori vengono quindi addizionati per ottenere il voto finale, che può andare dunque da un minimo di 4 a un massimo di 40. Per via dell'aumento del numero di videogiochi prodotti dagli anni 1990, a partire dal luglio del 1998 i videogiochi votati dai 29 punti in giù non vengono pubblicati affatto sulla rivista, eccetto se almeno uno dei recensori gli ha attribuito almeno 8 punti; i videogiochi votati fra i 30 e i 31 punti sono indicati come "Silver", quelli fra 32 e 34 "Gold", e quelli fra 35 e 40 "Platinum". Le recensioni sono impaginate in colonne divise in cinque riquadri sovrapposti, il primo con i dati sul gioco e gli altri quattro contenenti ognuno la breve opinione da ciascun recensore e il suo voto. Alla fine del 2009 erano stati recensiti nella rubrica Cross Review 14288 giochi da 86 giornalisti a rotazione.
Queste recensioni sono sempre state celebri fra le riviste di videogiochi nel mondo, che fin dagli anni 1990 avevano attribuito a Famitsū il titolo di "Bibbia dei videogiochi", ma da quando su Internet hanno cominciato a circolare le scannerizzazioni della rivista e le traduzioni delle recensioni, la nomea della rivista è stata fortemente ridimensionata, tanto che spesso i forum online ne scherniscono i voti.
In realtà era sbagliato fin dal principio parlare di "recensioni", perché si tratta più precisamente di opinioni o impressioni a caldo dei giochi appena usciti e a volte giocati dai redattori solo parzialmente, dunque i voti intendono indicare un valore potenziale dei giochi piuttosto che un giudizio definitivo. Tuttavia, data la grande competenza e lunga esperienza del mondo dei videogiochi dei suoi giornalisti, le recensioni di Famitsū restano tuttora di riferimento come indicatrici delle tendenze e della qualità generale dell'industria del videogioco.
A differenza delle altre quattro edizioni, su Famitsū Wave DVD non si esprimono valutazioni.
Sono ventinove i giochi che hanno finora ricevuto il punteggio perfetto; di ognuno è indicato l'anno di uscita in Giappone, l'azienda e la/le console di riferimento:
1. The Legend of Zelda: Ocarina of Time (1998, Nintendo, Nintendo 64)
2. Soulcalibur (1999, Namco, Dreamcast)
3. Vagrant Story (2000, Squaresoft, PlayStation)
4. The Legend of Zelda: The Wind Waker (2002, Nintendo, Nintendo GameCube)
5. Nintendogs (2005, Nintendo, Nintendo DS)
6. Final Fantasy XII (2006, Square Enix, PlayStation 2)
7. Super Smash Bros. Brawl (2008, Nintendo, Wii)
8. Metal Gear Solid 4: Guns of the Patriots (2008, Konami, PlayStation 3)
9. 428: Shibuya Scramble (2008, SEGA, Wii)
10. Dragon Quest IX: Le sentinelle del cielo (2009, Square Enix, Nintendo DS)
11. Monster Hunter Tri (2009, Capcom, Wii)
12. Bayonetta (2009, SEGA, Xbox 360); la versione per PlayStation 3 è stata valutata 38/40
13. New Super Mario Bros. Wii (2009, Nintendo, Wii)
14. Metal Gear Solid: Peace Walker (2010, Konami, PlayStation Portable)
15. Pokémon Nero e Pokémon Bianco (2010, Game Freak, Nintendo DS)
16. The Legend of Zelda: Skyward Sword (2011, Nintendo, Wii)
17. The Elder Scrolls V: Skyrim (2011, Bethesda Softworks, PlayStation 3 e Xbox 360)
18. Final Fantasy XIII-2 (2011, Square Enix, PlayStation 3 e Xbox 360)
19. Kid Icarus: Uprising (2012, Nintendo, Nintendo 3DS)
20. Yakuza 5 (2012, SEGA, PlayStation 3)[4]
21. JoJo's Bizarre Adventure: All Star Battle (2013, Namco Bandai, PlayStation 3)
22. Grand Theft Auto V (2013, Rockstar Games, PlayStation 3 e Xbox 360)
23. Metal Gear Solid V: The Phantom Pain (2015, Konami, PlayStation 3, PlayStation 4, Xbox 360 e Xbox One); la versione per PC non è stata valutata
24. The Legend of Zelda: Breath of the Wild (2017, Nintendo, Wii U)
25. Dragon Quest XI: Echi di un'era perduta (2017, Square Enix, PlayStation 4)
26. Death Stranding (2019, SIE, PlayStation 4)[5]; la versione per PC non è stata valutata
27. Ghost of Tsushima (2020, SIE, PlayStation 4)
28. The Legend of Zelda: Tears of the Kingdom (2023) N. Switch
29. Street Fighter 6 (2023) PS5, PS4, Xbox Series

Altri cinquantadue giochi hanno finora ricevuto il punteggio di 39/40:
1. The Legend of Zelda: A Link to the Past (1991, Nintendo, Super Famicom)
2. Virtua Fighter 2 (1995, SEGA, Saturn)
3. Ridge Racer Revolution (1995, Namco, PlayStation)
4. Super Mario 64 (1996, Nintendo, Nintendo 64)
5. Tekken 3 (1998, Namco, PlayStation)
6. Cyber Troopers Virtual-On Oratorio Tangram (1999, SEGA, Dreamcast)
7. Gran Turismo 3: A-Spec (2001, SCE, PlayStation 2)
8. Final Fantasy X (2001, Squaresoft, PlayStation 2)
9. Resident Evil (2002, Capcom, Nintendo GameCube); remake dell'originale per PlayStation del 1996
10. Dragon Quest VIII: L'odissea del re maledetto (2004, Square Enix, PlayStation 2)
11. Gran Turismo 4 (2004, SCE, PlayStation 2)
12. Kingdom Hearts II (2005, Square Enix e Buena Vista Games, PlayStation 2)
13. Metal Gear Solid 3: Subsistence (2005, Konami, PlayStation 2)
14. Dead or Alive 4 (2005, Tecmo, Xbox 360)
15. Ōkami (2006, Capcom, PlayStation 2)
16. The Legend of Zelda: Phantom Hourglass (2007, Nintendo, Nintendo DS)
17. Grand Theft Auto IV (2008, Rockstar Games, PlayStation 3 e Xbox 360)
18. Call of Duty: Modern Warfare 2 (2009, Activision, PlayStation 3 e Xbox 360)
19. Final Fantasy XIII (2009, Square Enix, PlayStation 3)
20. Red Dead Redemption (2010, Rockstar Games, PlayStation 3 e Xbox 360)
21. Naruto Shippuden: Ultimate Ninja Storm 2 (2010, Namco Bandai, PlayStation 3 e Xbox 360)
22. Call of Duty: Black Ops (2010, Activision, PlayStation 3 e Xbox 360)
23. Monster Hunter Portable 3rd (2010, Capcom per PlayStation Portable)
24. L.A. Noire (2011, Rockstar Games, PlayStation 3 Xbox 360)
25. Tales of Xillia (2011, Namco Bandai, PlayStation 3)
26. Gears of War 3 (2011, Epic Games, Xbox 360)
27. FIFA 12 (2011, Electronic Arts, PlayStation 3 e Xbox 360)
28. Final Fantasy Type-0 (2011, Square Enix, PlayStation Portable)
29. Metal Gear Solid: Peace Walker HD Collection (2011, Kojima Productions, PlayStation 3)
30. Call of Duty: Modern Warfare 3 (2011, Infinity Ward, Sledgehammer Games, PlayStation 3 e Xbox 360)
31. Resident Evil: Revelations (2012, Capcom,	Nintendo 3DS)
32. Tekken Tag Tournament 2 (2012, Namco Bandai, PlayStation 3 e Xbox 360)
33. Resident Evil 6 (2012, Capcom, PlayStation 3 e Xbox 360)
34. Animal Crossing: New Leaf (2012, Nintendo, Nintendo 3DS)
35. Metal Gear Rising: Revengeance (2013, Konami e PlatinumGames, PlayStation 3); la versione per Xbox 360 non è stata valutata poiché non messa in commercio in Giappone
36. Naruto Shippuden: Ultimate Ninja Storm 3 (2013, Namco Bandai, PlayStation 3 e Xbox 360)
37. The Wonderful 101 (2013, Nintendo SPD e PlatinumGames, Wii U)
38. Final Fantasy XIV: A Realm Reborn (2013, Square Enix, PlayStation 3)
39. Pokémon X e Pokémon Y (2013, Game Freak, Nintendo 3DS)
40. Ryū ga gotoku Ishin! (2014, SEGA, PlayStation 4)
41. Dragon Quest Heroes II (2016, Square Enix, PlayStation 3, PlayStation 4 e PlayStation Vita)
42. Uncharted 4: Fine di un ladro (2016, Naughty Dog, PlayStation 4)
43. Persona 5 (2016, Atlus, PlayStation 3 e PlayStation 4)
44. Yakuza 6: The Song of Life(2016, SEGA, PlayStation 4)
45. Nier: Automata (2017, Square Enix, PlayStation 4)
46. Super Mario Odyssey (2017, Nintendo, Nintendo Switch))
47. Monster Hunter: World (2018, Capcom, PlayStation 4)
48. Red Dead Redemption 2 (2018, Rockstar Games, PlayStation 4)
49. Final Fantasy VII Remake (2020, Square Enix, PlayStation 4)
50. The Last of Us Parte II (2020, Naughty Dog, PlayStation 4)
51. Elden Ring (2022, FromSoftware, PlayStation 4, PlayStation 5, Xbox One e Xbox Series X/S)
52. Splatoon 3 (2022, Nintendo, Nintendo Switch)

Tutti gli altri videogiochi recensiti si sono aggiudicati punteggi pari o inferiori a 38/40.